# L'amor mio non muore!
Pour plus de détails, voir Fiche technique et Distribution.
L'amor mio non muore! est un film italien réalisé par Giuseppe Amato, sorti en 1938.

## Fiche technique
- Titre : L'amor mio non muore!
- Réalisation : Giuseppe Amato
- Scénario : Eduardo De Filippo, Peppino De Filippo, Titina De Filippo et Raffaello Matarazzo
- Photographie : Carlo Montuori
- Montage : Eraldo Da Roma
- Musique : Cesare Andrea Bixio
- Pays d'origine : Royaume d'Italie
- Format : Noir et blanc - 1,37:1 - Mono
- Genre : drame
- Durée : 73 minutes
- Date de sortie : 1938

## Distribution
- Eduardo De Filippo : Lorenzo
- Alida Valli : Maria D'Alba
- Peppino De Filippo : Luigino Spanato
- Titina De Filippo : La signora D'Alba
- Mario Gallina : L'industriale D'Alba
- Roberta Mari (it)
- Giuseppe Porelli
- Silvio Bagolini
- Nicola Maldacea (it)
- Vinicio Sofia
- Rina Franchetti
- Armando Migliari
- Filippo Scelzo (it)
- Giuseppe Pierozzi (it)
- Guglielmo Morresi
- Eduardo Passarelli
- Luigi Zerbinati (it)
- Adolfo Geri (it)